# Torrevieja
Torrevieja egy település Spanyolországban, Valencia autonóm közösségben, Alicante tartományban. Spanyolország  sókitermelésének 
legnagyobb része a környékéről származik. Spanyolország Európa-csatlakozása óta jelentős tengerparti üdülőhellyé fejlődött. A habanéra ibériai hazája. A 2011. évi népszámláláson 90 097 lakosa volt; a legfrissebb hivatalos becslés (2019-re) 83 337. Eredetileg sóbányász és halászfalu volt.

## Fekvése
Torrevieja Alicante várostól körülbelül 50 kilométerre délre fekszik. A tenger és két nagy, sós tó (Las Salinas) között található, amelyek egészséges mikroklímát teremtenek Torrevieja számára.

## Nevének eredete
1802-ig Torrevieja csak ősi őrtoronyként létezett. Innen származik a város neve: a torre vieja (magyarul öreg torony).

## Címere
Torrevieja címere összegyűjti a torreviejai tengerpart szimbólumait. A tengerben láthatók azok a vitorlások, amelyek a sót a sólepárlókból szállították. A sirályokkal tarkított ég alatt a két kis ház a kezdő Torrevieja-t képviseli. Az őrtorony a pajzs közepét foglalja el, félig megsemmisülve, felidézve a pusztító földrengést, amely Torrevieja-t 1829-ben érte. A felül látható négy piros és sárga csíkkal ellátott rombusz a Valencia Királysághoz való tartozás jele. Az emblémát szimbolikusan a királyi korona koronázza meg.

## Himnusza
A városnak saját himnusza van, melyben a habanéra jellegzetes ritmusa és lüktetése szól, ennek instrumentális, valamint zenekari és kórus
változata is létezik. A mű a torreviejai Ricardo Lafuente Aguado kompozíciója.

## Fekvése
Alicantétól  kb. 50 km-re délre található. Különleges a fekvése: két nagy, sós vizű tó és a Földközi-tenger között fekszik.

## Éghajlata
Az évi napsütéses órák száma nagyon magas. Tél gyakorlatilag nincs. A hőmérséklet nagyon kiegyenlített: télen 12-18 °C, nyáron 30-32 °C.

## Népesség
A 2019-es önkormányzati nyilvántartás adatai szerint Torrevieja hivatalos lakossága 83 337 fő volt. Ez 4135-tel kevesebb, mint az előző évben, és 2968-cal kevesebb, mint 2014-ben. A népesség ilyen hirtelen csökkenése az ingatlanbuborék kipukkadása miatt történt.
Ami az önkormányzatban bejegyzett, spanyol lakosságot illeti, a többség Alicante, Madrid, Murcia, Vizcaya és Asztúria tartományokban született.

A külföldiek közül a legtöbb a brit, mivel ez a szám a város teljes lakosságának mintegy 13 226 lakosát teszi ki (városi nyilvántartás), őket németek, svédek, oroszok, kolumbiaiak, ukránok, marokkóiak és norvégok követik. A lakosság több mint 50%-a külföldi származású. Érdemes még megemlíteni, hogy a torreviejai lakosok száma nyáron jelentősen megnő, összesen csaknem 400 000. Denia és Benidorm mellett Torrevieja Alicante egyik leggyorsabban növekvő városa ebben az évszakban. A település lakosságának változását az alábbi diagram mutatja:
| Lakosok száma | 58 828 | 75 530 | 92 034 | 101 792 | 102 136 | 91 415 | 84 213 | 83 337 | 82 842 | 94 803 |
|               | 2001   | 2004   | 2006   | 2009    | 2011    | 2014   | 2016   | 2019   | 2021   | 2024   |

## Története
1802-ig Torrevieja csak ősi őrtoronyként létezett. 1803-ban IV. Károly engedélyezte a sótermelő irodák költözését La Mata városából a területre, és engedélyezte ott lakóházak megépítését. 1829-ben a települést egy földrengés teljesen megsemmisítette, de a sólepárlókat hamarosan helyrehozták és újra megnyitották. 1931-ben XIII. Alfonz külön támogatásával Torrevieja városi rangot kapott. Ebben az időszakban a len, a kender és a gyapot piaca is növekvő volt.
A 19. században főleg svéd és holland hajók szállították el a sót a településről. Abban az időben csak korlátozott volt a kereslet Spanyolország más régióiból, főként Galíciából és kisebb mértékben Valenciából. A 20. század kezdetére a torreviejai lagúnából betakarított só egynegyedét magában Spanyolországban értékesítették, a maradékot pedig külföldi piacokra exportálták. Ma a sótermelés még mindig fontos iparág Torreviejában és jelentős munkaadó. A településen látogatható a Tengeri és Só Múzeum.

## Strandok és öblök
Playa de la Matától Punta Primáig számos sziklás öböl és széles strandok találhatóak.
- Playa de la Mata: ez Torrevieja leghosszabb strandja, számos bejárata van egy gondozott, bárokkal és éttermekkel teli sétányról. Varázsának része a finom homok és a környezetében található Laguna de la Mata természeti park. Tartalmaz rekreációs játékokat, megfigyelést, információs állomást, a tengeri állapotot jelző zászlót és a mozgáskorlátozottak hozzáférését. Bérelhető napozóágyak és napernyők.

- Cala Cabo Cervera: 50 méter hosszú, a mozgáskorlátozottak számára hozzáférhető és egy kis sétány található. A foglaltság általában magas.

- Cala del Mojón: széles öböl finom homokkal és sziklás végekkel, ideális a horgászathoz. Hozzáférhető a mozgáskorlátozottak számára is.

- Cala de la Zorra: diszkrét és csendes, félig városi öböl tiszta és kristályos vizekkel. 50 méter hosszú homokos és sziklás partja van. Könnyű hozzáférés gyalog, bár az autókkal történő megállás nem ajánlott. A 20. század elején rókát találtak ennek a strandnak a szakadékai között, azóta ezen a néven ismerik.

- Cala de la Higuera: jellegzetességei hasonlóak Cala de la Zorra-hoz, kavicsos strandja van. A mozgáskorlátozottak számára nem áll rendelkezésre.

- Los Locos strand: a várostól északra található, Punta Carral kereszteződés után mindenféle szolgáltatással rendelkezik. Ez egyfajta finom aranyszínű homokkal rendelkező strand, nyugodt vizekkel és sétánnyal. Rekreációs területei vannak a homokon (híres a mászókötelek piramisa) a tengeren található emelvényeken. Könnyen hozzáférhető a fogyatékkal élők számára. Bérelhető napozóágyak és napernyők, a Vöröskereszt felügyelete alatt van. A neve onnan származik, hogy korábban a strandjai mellett őrültek háza volt.

- Cala Palangre: egy sziklákkal körülvett kis homokszakasz, amely a Playa de Los Locos folytatása. A 20 méter hosszú és átlagosan 5 méter szélességű kis öböl mozgáskorlátozottak számára is hozzáférhető, és horgászatra is alkalmas.

- Playa del Cura: a város szívében található, Torrevieja legközkedveltebb strandja. Az egyik legforgalmasabb a városban. A sétányon számos ajándékbolt, kioszk, étterem, bár vagy fagylaltozó található. A strand végén meglátogathatja a város egyik legemblematikusabb emlékművét: a Földközi-tenger kultúráinak emlékművét. A strandon biztonsági szolgálat és turisztikai információs pont található. Ezenkívül a mozgáskorlátozottak számára is elérhető.

- A Paseo Juan Aparición, Playa del Cura és Dique de Levante között kis strandok és természetes medencék találhatók. A medencék a sétány közepén helyezkednek el, és nagy beáramlásuk van. Ezenkívül a határos sziklákon a fémlépcsők vannak kiépítve a tenger megközelítésére.

- Playa de El Acequión: Torrevieja kikötőjében, a kikötő előtt található, Playa del Acequión annak köszönheti nevét, hogy a tengervíz a mesterségesen létrehozott csatornán keresztül áramlik a Salinas de Torrevieja felé. Az Acequión szemközti oldalán a város vízpartját átalakítják, és ott új halászati dokkot hoznak létre. Nincs sétánya.

- Playa de Los Náufragos: a Playa del Acequióntól a só dokk választja el (amely a sós lepárlókból szállítja a sót és ellátja az azt szállító hajókat, ez a város egyik legforgalmasabb strandja. Rekreációs területekkel rendelkezik, pl. játszótér, strandröplabda hálók vagy vízibicikli bérlés. Sétány, napozóágyak és napernyők kölcsönözhetők. A strand déli részén sziklás, horgászatra alkalmas terület található.

- Cala Ferrís: Torrevieja egyik leglátványosabb tája. Finom aranyhomokkal, dűnékkel és növényzettel teli táj, bővelkedik pálmafákkal. Sziklás területei vannak, amelyeket horgászatra használnak. A víz kristálytiszta. A strand 200 méter hosszú.

- Cala Piteras vagy Rocío del Mar: félig városi öböl az Orihuela Costa szélén található. Sziklás partja miatt horgászatra alkalmas. Mediterrán növényzete van.

## Gazdaság
Az állampolgárok gazdasági tevékenysége főként a lakossági turizmuson és szolgáltatásokon alapul. Korábban a Torrevieja és a La Mata lagúnák halászatának és sóiparának nagy jelentősége volt: féltucat kerítőhálós halászhajó, három vonóhálós halász- és sok kishajó található a Torrevieja-öbölben. A torreviejai lagúna Spanyolország egyik fő sóbányája, évente átlagosan 600 000 tonna kitermeléssel. Ezeknek a sólepárlóknak földrajzi elhelyezkedése jó, a tengerhez Torrevieja kikötőjén keresztül lehet hozzáférni. A többi tengeri sógazdasággal ellentétben a lagúnák szinte egész évben aktívak. A 20. század közepéig a sótermelés volt a fő foglalkoztatási forrás a város lakói számára. A mély technológiai átalakulás, és nem annyira az ipar hanyatlása miatt a sókitermelésben foglalkoztatott munkaerő száma körülbelül 160 főre csökkent.
A város gazdasági életében az építkezés és az ingatlanfejlesztés nagy jelentőséggel bír. Két évtized alatt Torrevieja csendes várossá vált, ahová az ország más részeiből vagy Európából érkeznek munkavállalók a vakáció idején egy olyan városba, ahol az építkezés a gazdasági növekedés egyik fő tényezője. Ez demográfiai növekedést eredményezett, a '80-as évek elején regisztrált 13 000 lakosról a közel százezerre.

## Látnivalók

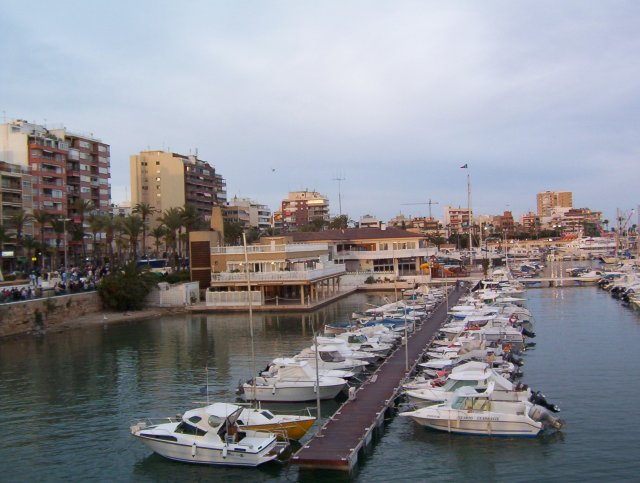
A kikötő
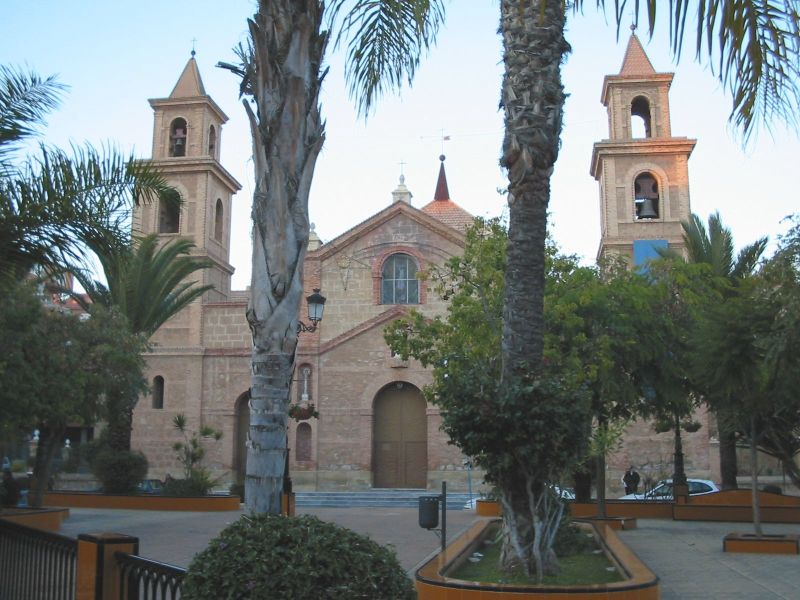
A Szeplőtelen fogantatás temploma (La Mata városrész)
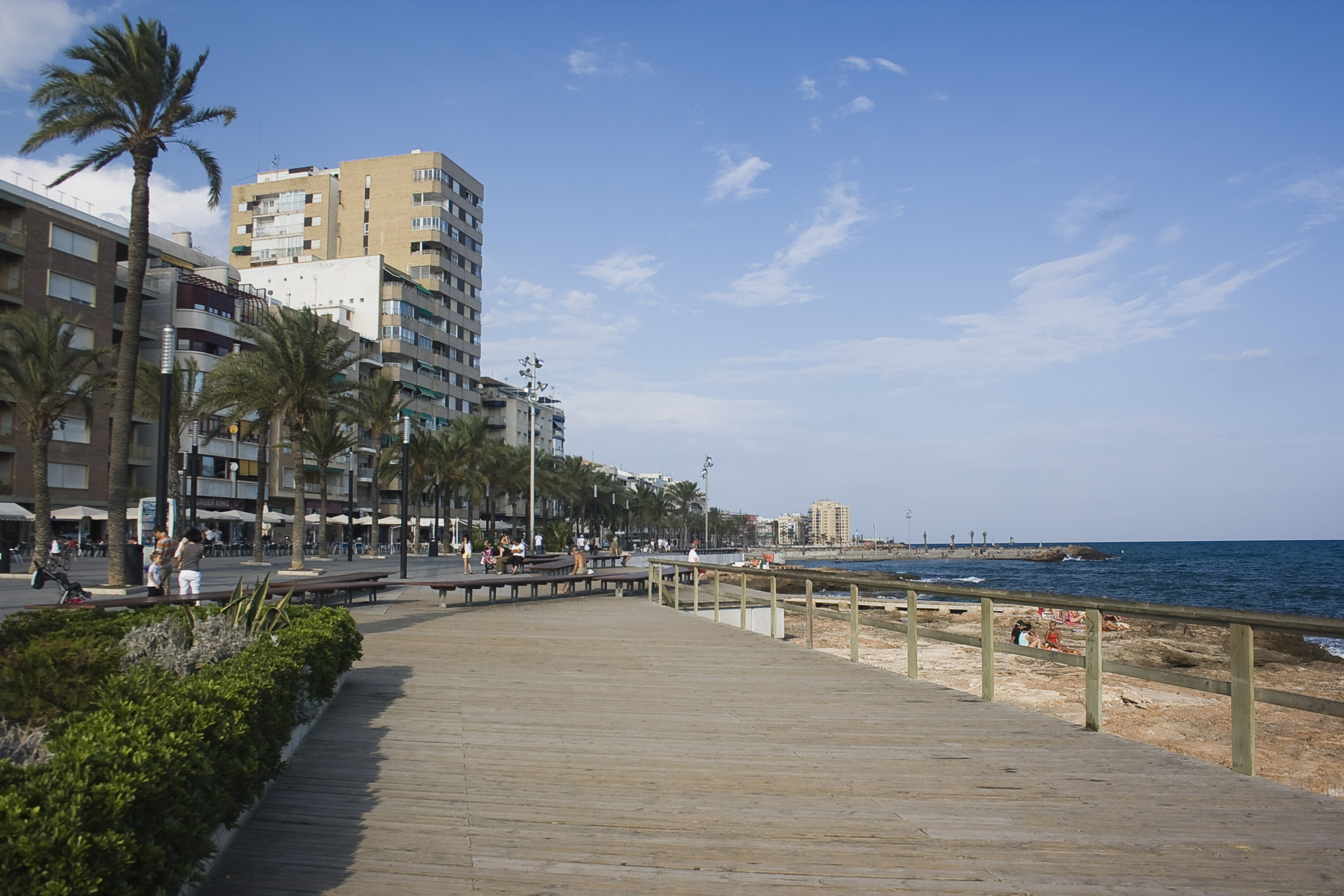
A Juan Aparicio tengerparti sétány
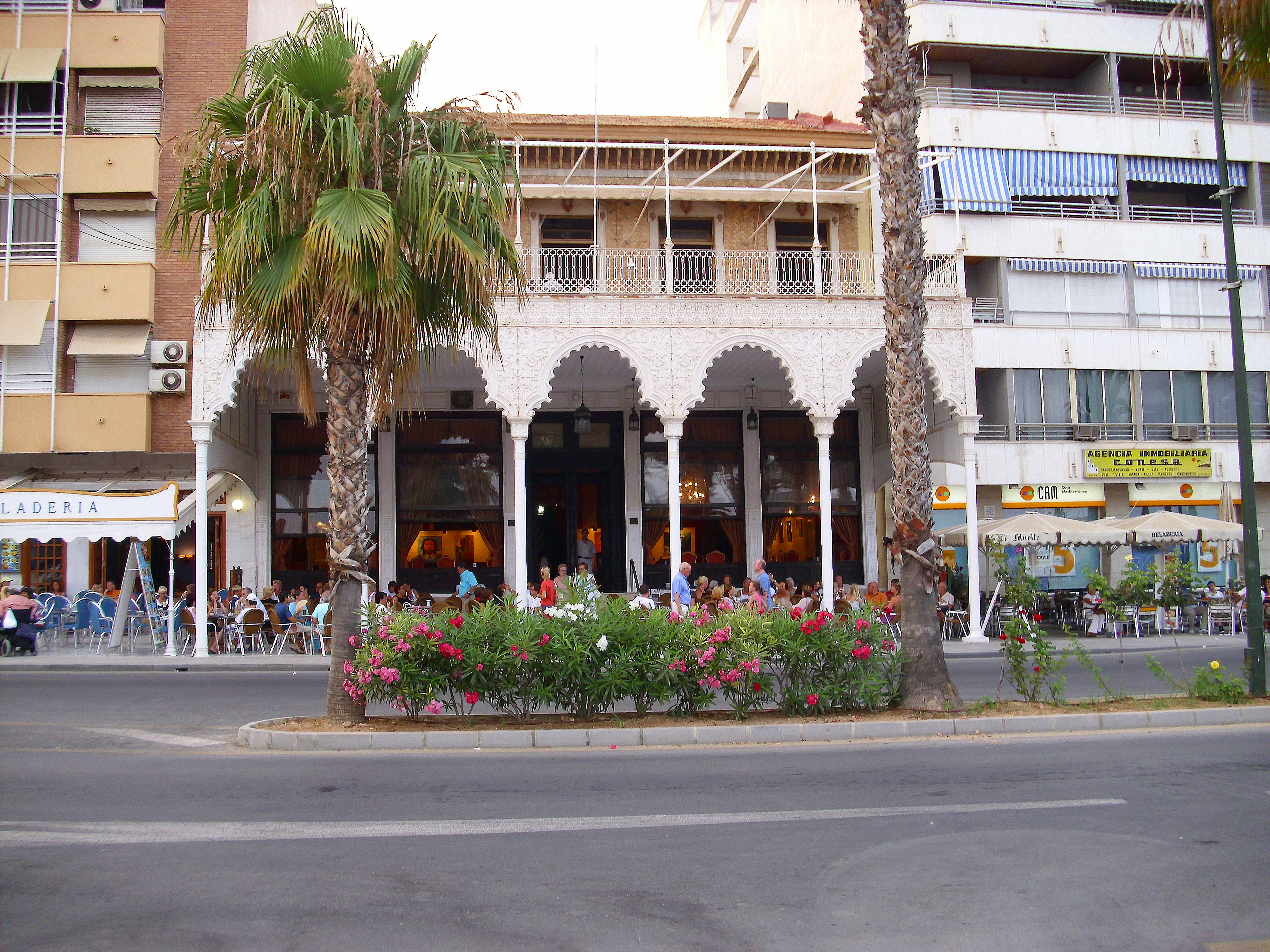
A kaszinó neomudéjar stílusú épülete (1880-as évek)
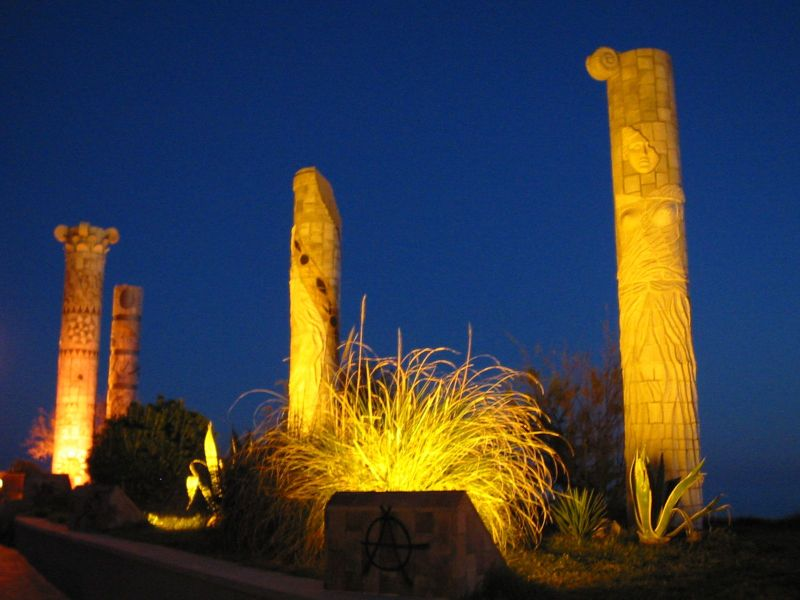
A Földközi-tenger kultúráinak emlékműve
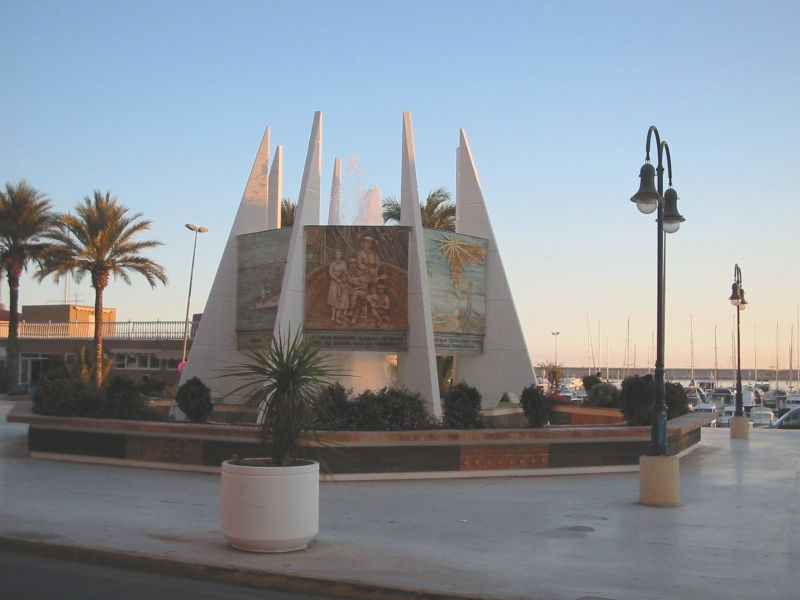
A Habanera-emlékmű

## Kultúra

### Múzeumok
- Tengeri és Só Múzeum: ez a múzeum számos tárgyat és tematikus képet tartalmaz, amelyek igen jelentős kulturális vonzerőt képviselnek.
- Ricardo Lafuente /Habanera/ Múzeum: Ricardo Lafuente Aguado-nak, a Salinas de Torrevieja kórus és zenekar igazgatójának és számos habanéra megalkotójának szentelték.
- Nagyhét Múzeuma "Tomás de Valcárcel": egész évben látogatható, kivéve magát a nagyhetet, felvonulások, képek, trónok, transzparensek, szoborminták, festmények és egyéb tárgyak öröksége.
- Vistalegre Kiállítási Csarnok.
- Természettudományi Múzeum.
- Múzeumi sajtókiállítás.
- Virgen del Carmen Kulturális Központ: ez a központ minden héten festészeti, szobrászati, valamint helyi és külföldi kézműves kiállításokat gyűjt össze.

## Zene
A zene területén érdemes kiemelni a habanéra csoportokat, Ricardo Lafuente Aguado az egyik legismertebb szerzőjük. Művei közül kiemelkedik a "TORREVIEJA", amely jobban ismert első versszakáról: "Torrevieja egy tükör ...". A sóváros legismertebb kórusai a Francisco Vallejos Kórus és a  Casanovas Maestro Kórus. A több mint százéves múlttal rendelkező zenei társaság, a Torrevejense Musical Union szintén megérdemelt hírnevet élvez. 2008 óta a városnak saját szimfonikus zenekara van, a Torrevieja Szimfonikus Zenekar. Nemrégiben létrehozták az Ars Ætheria kamarazenekart is. 
1955 óta minden évben július végén, évente megrendezik a Torrevieja Nemzetközi Habanéra és Polifónia Versenyt, amely nemzetközi turisztikai érdeklődésnek örvend. Ugyanebben a hónapban az úgynevezett Habaneras éjszakát a tengerparton ünneplik Playa del Cura-ban. Ezzel a nagyszerű vetélkedővel párhuzamosan 1987-ben létrejött a Torrevieja Város Nemzetközi Kórustalálkozója (Ciudad de Torrevieja), mely nemzetközi, nem verseny jellegű kórustalálkozó, amely a Francisco Vallejos Kórus szervezésében és a Torrevieja Városi Tanács támogatásával működik.
A Torrevieja Városi Zenei Társaság, "LOS SALEROSOS", a közelmúlt történetéhez tartozik, 1990-ben alapították különféle zenészek, köztük a Torrevejense Musical Union korábbi tagjai, akik a világ különböző területein koncerteztek. Nagy sikereket értek el az ázsiai kontinens országaiban, például Kínában.
Szimfonikus zenekara, az 1842-ben Maestro Gil helyi zenész által alapított Unión Musical Torrevejense Spanyolország egyik elismert együttese, mely a 2009-ben Hollandiában rendezett Kerkradei Világzenei Versenyen (WMC) 2. helyezést ért el. Neves spanyol zenészek dirigálták, többek között Francisco Carchano Moltó, Francisco Casanovas Tallardá, Alberto Escámez, Roberto és Matías Trinidad Ramón testvérek, Jaime Belda Cantavella, a spanyol szaxofon egyik úttörője.  

Ez a két együttes igazolja a Torrevieja-ban létező értékes zenei hagyományt.

## Ünnepek
Január
Háromkirályok felvonulása: a három keleti bölcs tengeren érkezik a városba, leszállva a nyugati dokkhoz, és hintóval utazik Torrevieja főutcáin. Cukorkát és játékokat osztogat a gyerekeknek.
Február
Karnevál, farsangi partik 

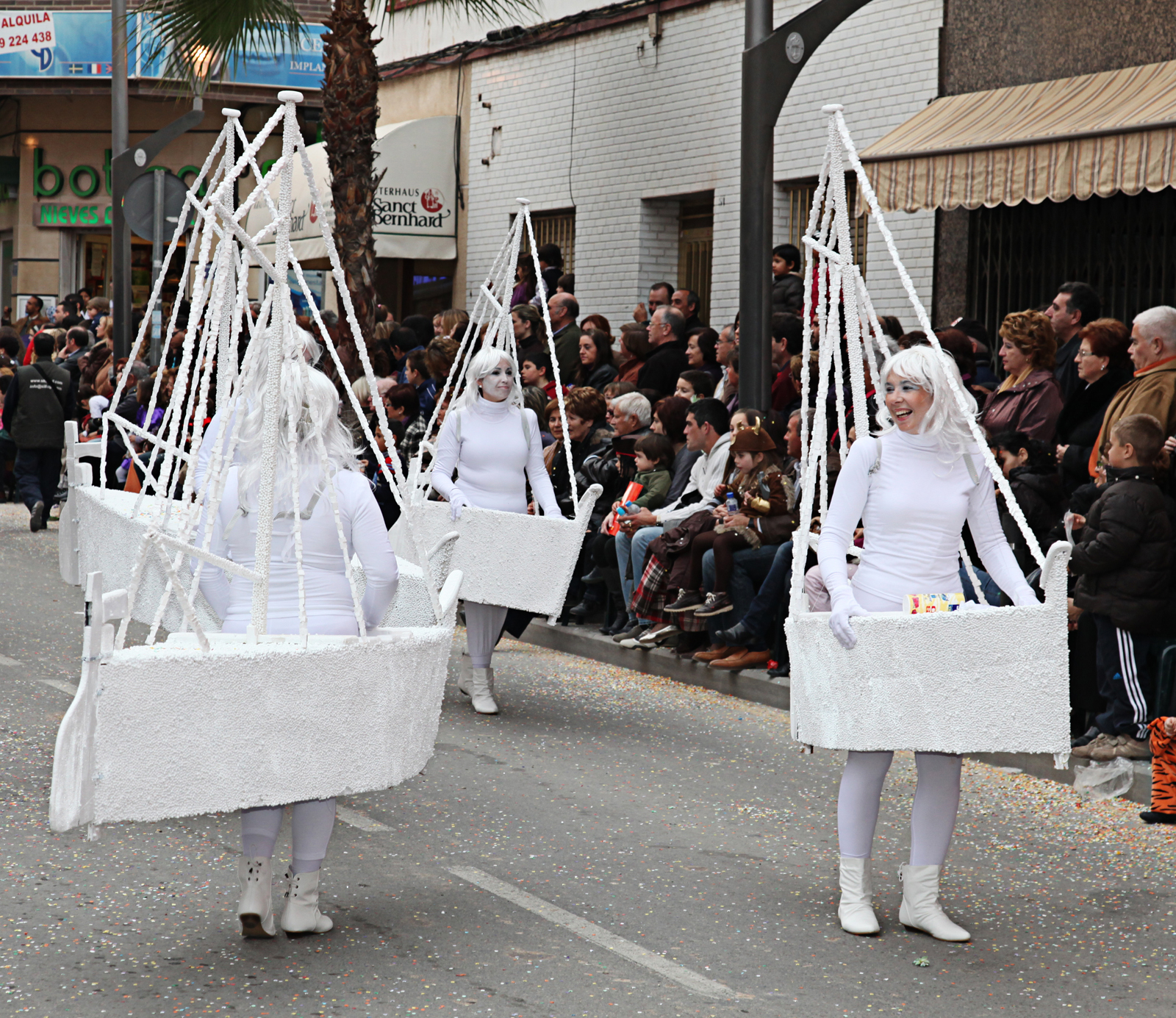
A karnevál

Karnevál előtti felvonulás, amelyre egy héttel a felvonulási verseny előtt kerül sor.
Parádé-verseny: vasárnap tartják, számos csoport felvonul új jelmezekkel és fantáziákkal versenyeznek a város politikai és társadalmi személyiségeiből álló zsűri által odaítélt különféle díjakért.
Éjszakai felvonulás: felvonulás a versenyt követő szombaton, ahol a versenyen részt vevő csoportok mellett mindazok, akik felvonulni akarnak, befejezik a bulit a város bulinegyedében.
Farsangi bálok: mind a gyermekek, mind a felnőttek számára a városi tanács ezeket a találkozókat olyan helyeken szervezi, mint a Torrevieja Tengerészeti Klub vagy a Macrodiscoteca. 
Április
Nagyhét:
Nagyhétfő: ünnepélyes menet a Szeplőtelen Fogantatás központjából.
Nagykedd: ünnepélyes menet a Szeplőtelen Fogantatás központjából.
Nagyszerda: az ünnepi felvonulás a Remény és Béke Szeplőtelen Miasszonyunk templomából. 
Nagycsütörtök: ünnepi csendmenet éjjel tizenegykor az Arciprestal Templomból és Ünnepélyes leszállási folyamat a Kálváriától éjjel tizenkettőkor a Plaza del Calvario felől.
Nagypéntek: Jézus halálának bejelentése ünnepélyes körmenet reggel nyolc órakor,
Húsvét vasárnap: a találkozás ünnepélyes felvonulása reggel nyolckor a Szeplőtelen Fogantatás képével
Május
Feria de Mayo: 
Az egyik legfontosabb vásár a Földközi-tengernél. A vásár területén, a kikötő mellett, számos stand fogadja a látogatók sokaságát, ahol élvezhetik a kiállított tárgyakat (a legjobbakat díjazzák), vacsorázhatnak bennük, vagy különféle koncerteket élvezhetnek, a nagyszínpadon spanyol táncfesztiválok zajlanak. A zárónapon a helyszín fogadja a lovas felvonulást.
Június
San Juan máglyái: a La Hoguera de la Punta szobra nagyon hasonlít a város többi részén található máglyához. Az Acequión és Molinos del Calvario környékén lévőt a lakók maguk készítik.
A Szent Szív ünnepe: La Punta szomszédságában, ahol Jézus Szent Szívének temploma található. A partik időpontja változhat, és júliusig is eltarthat.
Virgen del Rocío: egy zarándoklatot ünnepelnek, amelyet különféle események például mise, lovas tevékenységek, gyermekjátékok, stb. kísérnek.
Július
A Virgen del Carmen tengeri fesztiválja: a felvonulás elindul a város kikötőjében, és végigsétál a Torrevieja-öbölben, amelyet sokan követnek magánhajóikban.
Habaneras estek a tengerparton: a város természetes medencéiben a habanérákat helyi csoportok éneklik.
Torrevieja Nemzetközi Habaneras és Polifónia verseny nemzetközi turisztikai érdeklődésnek örvend.
Augusztus
San Emigdio és Barrios ünnepségek.
San Roque ünnepségei.
Szeptember
La Mata szüreti fesztivál: Torrelamataban ünneplik
Október
El Pilar ünnepségei
Virgen del Rosario La Mata védőszentje tiszteletére tartják
November
Santa Cecilia, a zenészek védőszentjének ünnepsége.
December

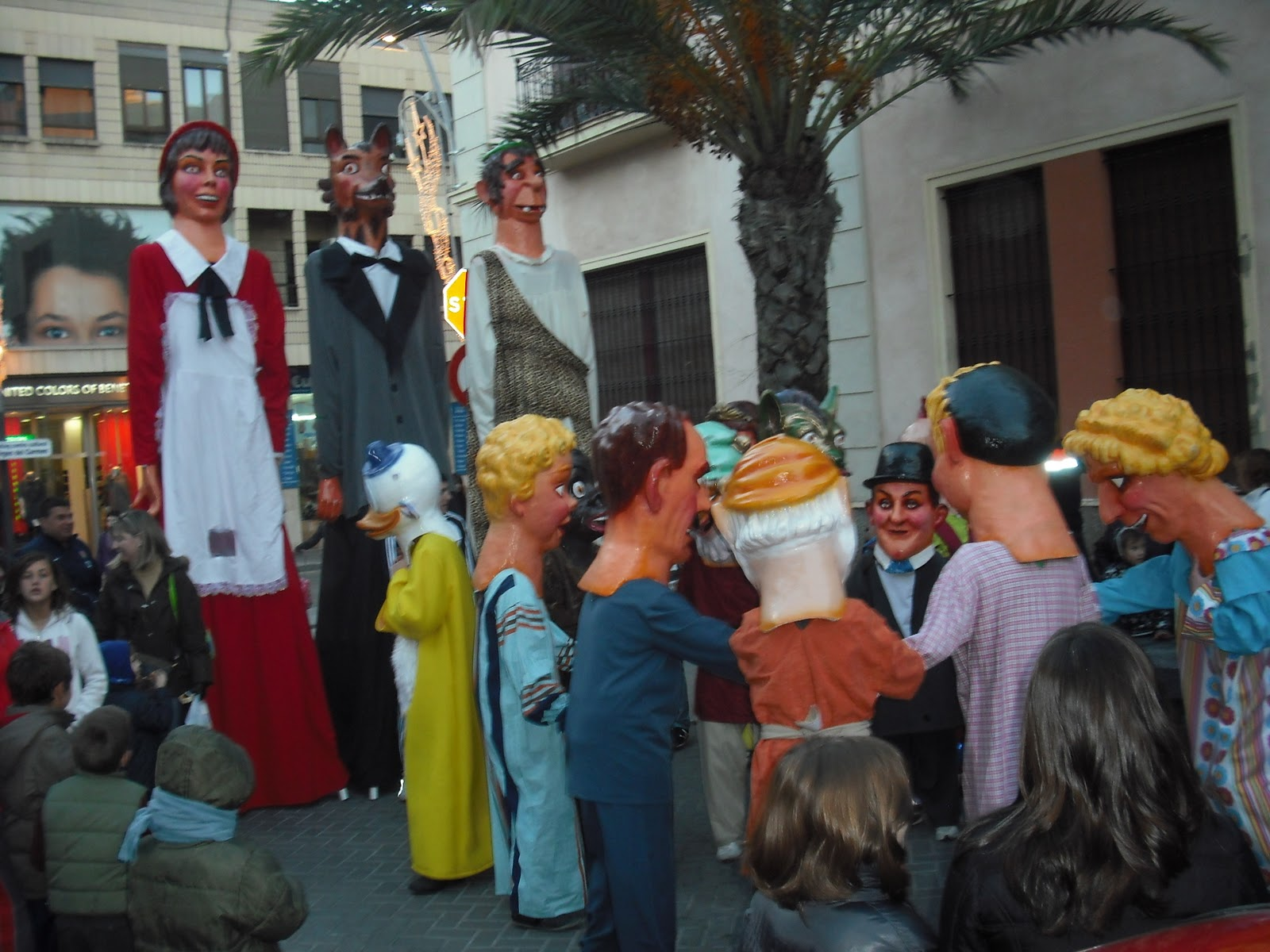
La Lyly és az Óriások és Nagyfejűek kartonfigurái

Védőszenti ünnepségek a Szeplőtelen Fogantatás tiszteletére.
La Lyly és az Óriások és Nagyfejűek (La Charamita) társulata: kartonfigurákkal sétálnak a város utcáin, a tömeg követi őket. A zenekar fellépései az ünnepségek alatt minden délben és délután vannak, néha felvonulnak éjjel is.
Ünnepélyes körmenet a Szeplőtelen Fogantatás tiszteletére, gyertyákat vivő hívek vonulnak végig a sótermelő város utcáin, a kaszinóba érkezve petárdát gyújtanak, akárcsak a templomban.